# 腰豆

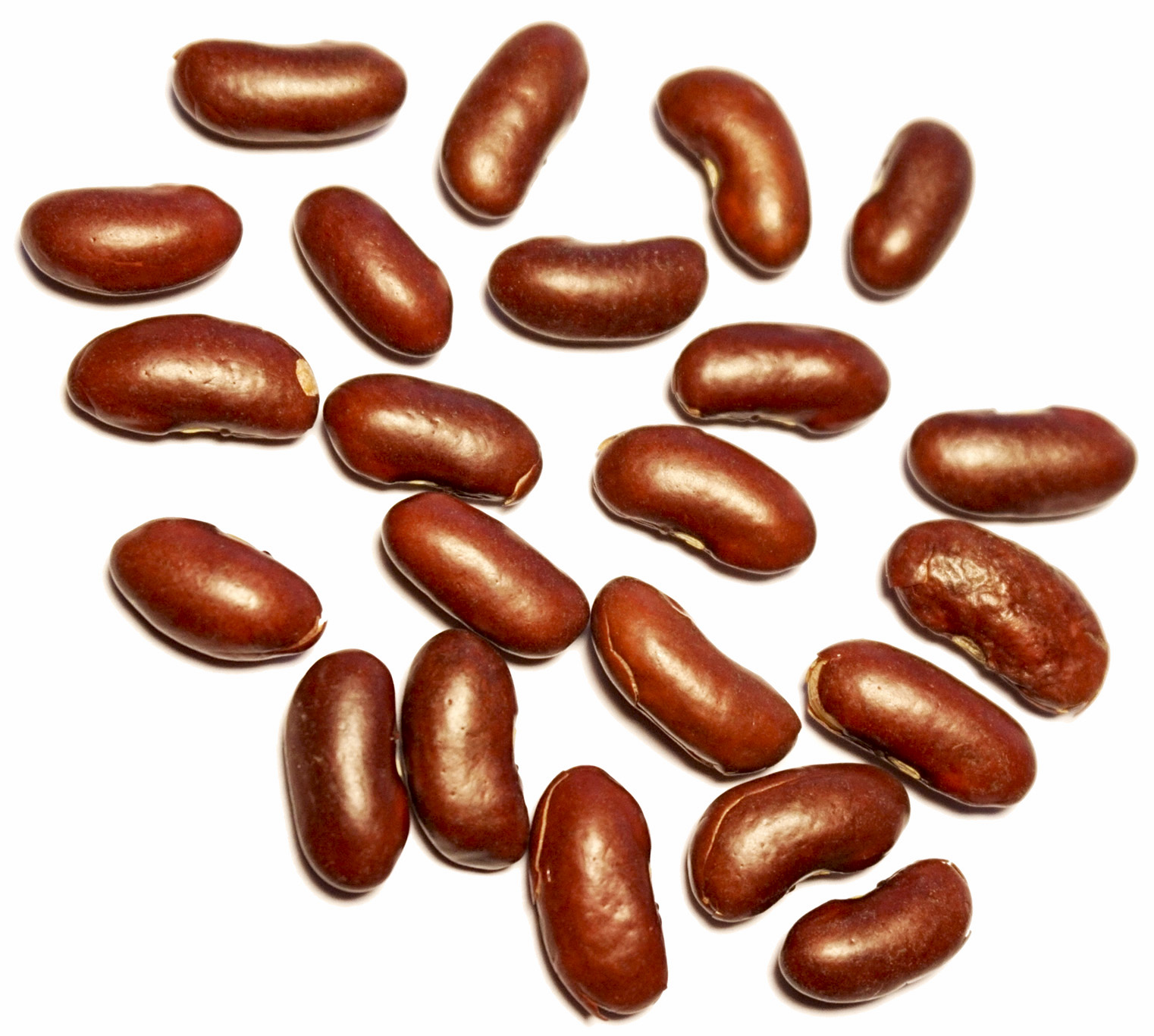
腰豆

腰豆（kidney bean）又稱腎豆、芸豆，是菜豆的變種，形似腎（又叫「腰」）而得名，可食用，有紅腰豆、白腰豆、奶花芸豆（light speckled kidney bean）、紅花芸豆（red speckled kidney bean）等品種。本條目所指的品種與荷包豆條目相同。

## 毒性
腰豆包含的植物血凝素相對於其他豆類都比較高，因此產生的毒性也比多數豆類明顯得多。去除毒性的方法是事先浸泡然後用水煮滾一段時間。美國食品藥物管理建議至少煮滾30分鐘以確定溫度與時間都達到完全消除毒性的程度。如果用不足80°C的悶燒鍋之類鍋具低溫烹煮，將不足以消除毒性，有報告顯示不完全消除毒性會導致食物中毒。腰豆的罐頭食品因為經過事先烹煮是安全的。只要5顆或一個未經烹煮的腰豆就足以產生嚴重的嘔吐、腹瀉、噁心、及腹痛。